# Бландвілл (Кентуккі)
Бландвілл (англ. Blandville) — місто (англ. city) в США, в окрузі Баллард штату Кентуккі. Населення — 73 особи (2020).

## Географія
Бландвілл розташований за координатами 36°56′45″ пн. ш. 88°57′50″ зх. д. / 36.94583° пн. ш. 88.96389° зх. д. (36.945810, -88.963954).  За даними Бюро перепису населення США в 2010 році місто мало площу 0,54 км², з яких 0,54 км² — суходіл та 0,00 км² — водойми.

## Демографія
Згідно з переписом 2010 року, у місті мешкало 90 осіб у 39 домогосподарствах у складі 23 родин. Густота населення становила 166 осіб/км².  Було 42 помешкання (77/км²).
Расовий склад населення:
| - 95,6 % — білих - 1,1 % — чорних або афроамериканців |

До двох чи більше рас належало 3,3 %. Частка іспаномовних становила 0,0 % від усіх жителів.
За віковим діапазоном населення розподілялося таким чином: 26,7 % — особи молодші 18 років, 57,7 % — особи у віці 18—64 років, 15,6 % — особи у віці 65 років та старші. Медіана віку мешканця становила 41,5 року. На 100 осіб жіночої статі у місті припадало 100,0 чоловіків;  на 100 жінок у віці від 18 років та старших — 83,3 чоловіків також старших 18 років.
Цивільне працевлаштоване населення становило 30 осіб. Основні галузі зайнятості: освіта, охорона здоров'я та соціальна допомога — 66,7 %, будівництво — 33,3 %.